# تپه وزم ۱
تپه وزم ۱ در شهرستان الیگودرز، بخش بشارت، دهستان پیشکوه ذلقی، ۱ کیلومتری غرب روستای دره ماهی واقع شده و این اثر در تاریخ ۲۶ اسفند ۱۳۸۷ با شمارهٔ ثبت ۲۶۱۷۵ به‌عنوان یکی از آثار ملی ایران به ثبت رسیده است.